# Zwi Schulmann
Zwi Schulmann, eigentlich Zvi Herman Shulman, (geboren 1915 in Łódź, Kongresspolen; gestorben 1986 in Rischon LeZion, Israel) war israelischer Unternehmer und Ratsherr von Rischon LeZion. In der Zeit des Nationalsozialismus war er Gefangener in den Konzentrationslagern Buchenwald, Bergen-Belsen und Auschwitz.

## Leben
Zwi Schulmann wurde im Zweiten Weltkrieg in die polnische Armee eingezogen. Nach der Kapitulation der polnischen Armee im Oktober 1939 wurde er ins Ghetto Litzmannstadt (Łódź) zwangsumgesiedelt. Im August 1944 war Schulmann einer von 65.000 Menschen, die vom Ghetto Lodz nach Auschwitz deportiert wurden. 1947 wanderte er nach Israel aus und kämpfte in der Palmach-Hanegev-Brigade im Israelischen Unabhängigkeitskrieg. Nach dem Krieg wurde er in Bet Dagon sesshaft und heiratete. Aus der Ehe gingen zwei Kinder hervor. 1957 zog er nach Rischon LeZion. Dort öffnete er den Mass Book Store und engagierte sich im öffentlichen Leben der Stadt. Ein Schwerpunkt seiner Arbeit lag in der Völkerverständigung zwischen Israel und Deutschland.
Er trug als Ratsherr seiner Heimatstadt wesentlich zur Städtepartnerschaft mit Münster bei.
Kurz nach seinem Tod erfolgte am 3. Oktober 1986 der Beschluss der Stadt Münster, einer Straße den Namen Zwi-Schulmann-Weg zu geben. Die Wahl fiel auf eine neu geplante Straße im Stadtbezirk Münster Südost (Gremmendorf-Ost). Mit dem Bau der Straße und der Erschließung des Baugebiets wurde 1996 begonnen.